# JFET
Transistor JFET là transistor hiệu ứng trường cổng nối (junction gate field-effect transistor), là loại đơn giản của transistor hiệu ứng trường. Nó là phần tử bán dẫn ba chân, được sử dụng làm phần tử chuyển mạch điều khiển điện tử, phần tử khuếch đại, hoặc làm điện trở điều khiển bởi điện áp,... trong các mạch điện tử .

## Nguyên lý hoạt động
Có thể hiểu như sau: Khi cho dòng điện đi qua một môi trường bán dẫn có tiết diện dẫn điện thay đổi dưới tác dụng của điện trường vuông góc với lớp bán dẫn đó. Nếu thay đổi cường độ điện trường sẽ làm thay đổi điện trở của lớp bán dẫn và do đó làm thay đổi dòng điện đi qua nó. Lớp bán dẫn này được gọi là kênh dẫn điện.

Thay đổi bề rộng lớp cấm theo điện áp U_{GS} trong JFET kênh n.

## Các đặc trưng hoạt động
- Dòng điện qua transistor chỉ do một loại hạt dẫn đa số tạo nên. Do vậy FET là loại cấu kiện đơn cực (unipolar device).
- FET có trở kháng vào rất cao.
- Tiếng ồn trong FET ít hơn nhiều so với transistor lưỡng cực.
- Nó không bù điện áp tại dòng ID = 0 và do đó nó là cái ngắt điện tốt.

Đặc tuyến I-V và lối ra của một JFET kênh n.

- Có độ ổn định về nhiệt cao.

- Tần số làm việc cao.

## Ứng dụng
- Dùng làm khóa điện tử, bộ khuếch đại tín hiệu vi sai phat sóng RC và tham gia cùng các linh kiện điện tử khác để hình thành các mạch chức năng trong hầu hết các thiết bị điện tử ngày nay.